# 今村長賀

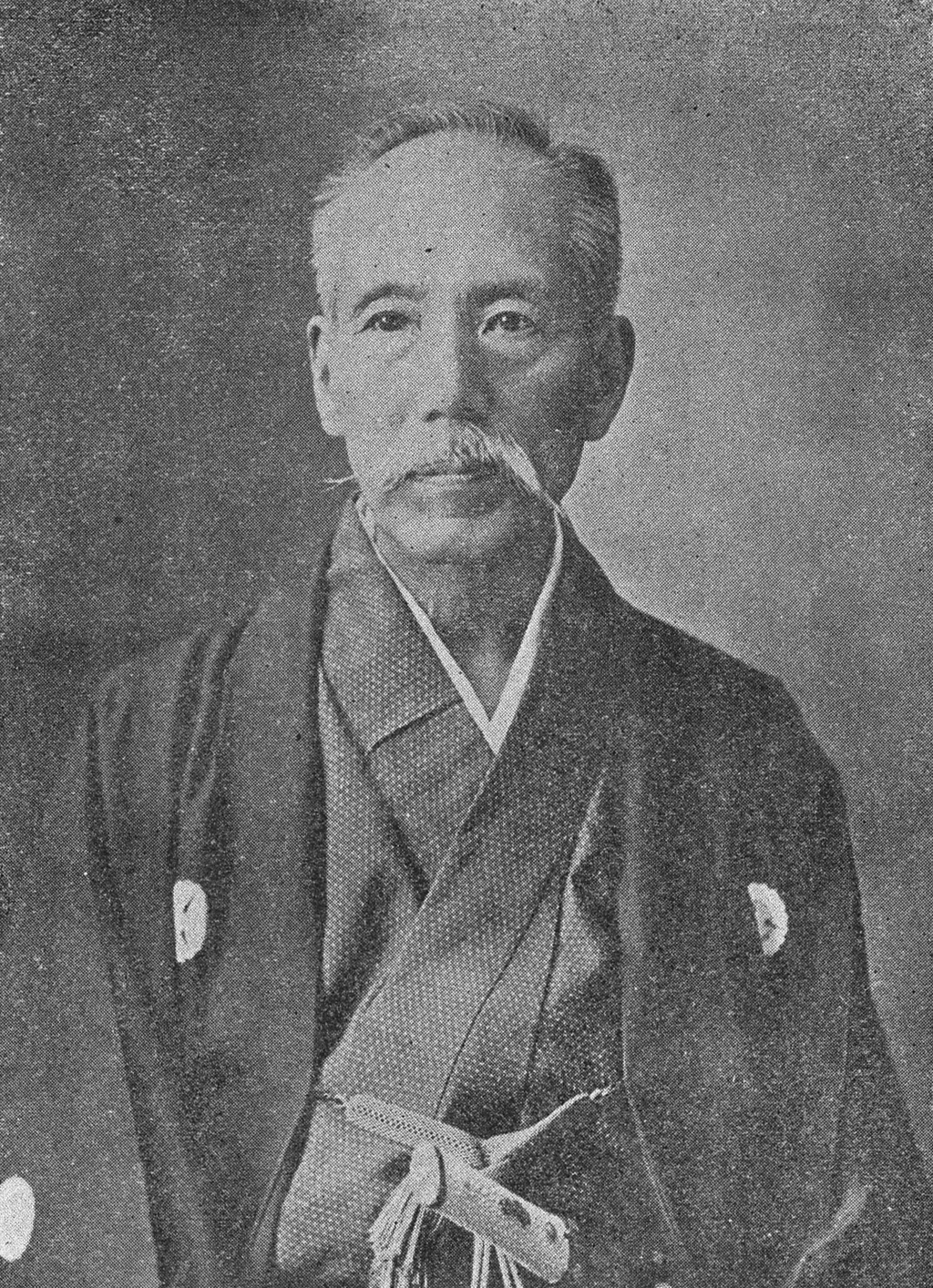
今村長賀

今村 長賀（いまむら ながよし、天保8年5月23日〈1837年6月25日〉 - 1910年12月27日）は、日本の陸軍軍人、刀剣鑑定家。幼名は和助。刀剣会発起人。

## 履歴
1837年（天保8年）5月23日、土佐に生まれた。1868年（明治元年）、戊辰戦争に従軍。維新後、陸軍に入り、中尉を経て、1877年（明治10年）、陸軍一等主計（大尉相当官）。本阿弥平十郎に刀剣の鑑定を学ぶ。1881年（明治14年）、宮内省御用掛。1886年（明治19年）東京九段の遊就館取締となり、1889年臨時全国宝物取調鑑査員に任じられる。東京・奈良の帝室博物館に陳列の刀剣の鑑定に従事するなど、刀剣鑑定家として名声を得る。晩年、宮内省御刀剣係となる。蒐集した刀剣は3000振りと言われている。1910年（明治43年）12月27日、東京麹町で死去、享年74。
廃刀令以降の日本刀剣の保存に貢献し、刀剣鑑定の世界に史料批判に基づく学問的な鑑定方法を導入したと評される。

## 著書
- 今村長賀『今村押形 第1巻』大阪刀剣会、1927年。doi:10.11501/1186820。NDLJP:1186820。
- 今村長賀『今村押形 第2巻』大阪刀剣会、1927年。NDLJP:1186827。
- 今村長賀『今村押形 第3巻』大阪刀剣会、1927年。NDLJP:186830。
- 今村長賀・別役成義『今村別役刀剣講話』博友社 、1978年。
- 剣話会 編『剣話録　下篇』昭文堂、1912年。 NCID BA42749205。

## 家族
- 妻・春 ‐ 土佐藩士・岸本円蔵の妹[3]。円蔵は武市半平太ら土佐勤王党の訊問を担当したことで知られ[4]、明治2年には高知藩の支配地受け取りのため北海道千歳地方に出張し[5]、明治11年には開拓使職員（五等属）となって根室支庁に勤務し[6][7]、明治13年に網走村外３郡郡役所の初代郡長に就任している[8]。また、喰違の変で唯一処刑を免れた黒岩成存の親戚であり当時裁判官であったことから黒岩放免に関わったと言われる[4]。黒岩は自由民権運動家となり、子爵山内豊尹の家扶を務め、明治32年に没した[9][10]。
- 長男・今村長亮（1864-） ‐ 日本銀行書記[3]
  - 嫡孫・今村長親 - 医師。長賀、春、長亮らとともに谷中霊園に埋葬されていたが、2024年2月10日付けで無縁墳墓の公示がなされた[11]。
- 三男・河野長敏 (1869-1940) ‐ 陸軍大佐、私立所沢実務学校初代校長。子爵河野敏鎌の娘・鹿栄の入婿となり[12]、陸軍工兵中尉時代の明治33年にドイツへ私費留学[13]、工兵少佐時代の明治37年には臨時気球隊隊長に就任し、日露戦争の旅順攻囲戦で活躍[14]、気球製作に協力した礼に田中館愛橘に陸奥守吉行の銘刀を贈った[15]。明治40年に陸軍気球隊の初代隊長を務め、大正4年に私立所沢実務学校の校長に就任した[14][16]。妻と子の敏信、敏克、敏安とともに多磨霊園に埋葬されていたが、2000年に無縁墳墓として公示された[17]。

## 参考資料
- 『高知県人名事典』高知市民図書館、1970年。